# Luigi Bevilacqua
Luigi Bevilacqua (Flaibano, 8 febbraio 1895 – Piave, 24 gennaio 1918) è stato un militare italiano, decorato di medaglia d'oro al valor militare alla memoria nel corso della prima guerra mondiale.

## Biografia
Nacque a Flaibano, provincia di Udine, l'8 febbraio 1895, figlio di Tomaso e Elena Politi. Giovanissimo emigrò a Trieste, allora parte integrante dell'Impero austro-ungarico, frequentando i corsi serali della Scuola industriale dove divenne un fervente sostenitore della riunione della città giuliana al Regno d'Italia. Nel febbraio 1915 ritornò in Patria per svolgere il servizio militare di leva nel Regio Esercito assegnato in forza al 5º Reggimento genio minatori. All'atto dell'entrata in guerra del Regno d'Italia, avvenuta il 24 maggio 1915, chiese subito di partire per la zona di operazioni. Assegnato alla 20ª Compagnia, nel mese di luglio si distinse durante l'attacco alle trincee nemiche di Monte Piana, in Cadore, venendo promosso caporale. Nel mese di novembre, volontariamente, partecipò con la fanteria all'attacco contro le trincee nemiche "delle Frasche" e "dei Razzi", e poi ai lavori di rafforzamento delle difese sul Monte San Michele. Promosso sergente il 30 giugno 1916 si distinse particolarmente durante la battaglia per la conquista di Gorizia dove, ferito al capo il 16 giugno, si rifiutò di abbandonare il proprio reparto fino a che la città non fu conquistata dalle truppe italiane e poi si fece ricoverare in ospedale dove rimase per un lungo periodo. Rimase nuovamente ferito a Selo durante l'undicesima battaglia dell'Isonzo dell'agosto 1917, rifiutando questa volta il ricovero in ospedale. Durante la fasi di ripiegamento dell'Armata del Carso, dopo l'esito infausto della battaglia di Caporetto, verso la linea del Piave provvide alla distruzione dei ponti sul basso Isonzo combattendo con i reparti di fanteria a Palazzolo sullo Stella e a Latisana. Cadde in combattimento il 24 gennaio 1918 sul basso Piave mentre lavorava al ripristino dei su argini fra i ponti di San Donà di Piave, colpito da una pallottola sparata da un cecchino. Con Decreto Luogotenenziale del 13 ottobre 1918 fu decorato con la medaglia d'oro al valor militare alla memoria.

### Fonti
1. 1 2 3 4 5 6 7 8  Combattenti Liberazione.
2. ↑  Carolei, Greganti, Modica 1968, p. 36.
3. 1 2 3  Coltrinari, Ramaccia 2018, p. 31.
4. 1 2  Segreti della Storia.
5. ↑   BEVILACQUA Luigi, Medaglia d'oro al valor militare, su Presidenza della Repubblica.